# 工程力学
工程力學，也稱應用力學，是研究宏觀物質運動規律及其在工程上的應用的科學，其基本原理是古典力學（靜力學、動力學），是物理學力學的一個分支，及質點及材料力學、塑性力學、彈性力學、黏彈性力學、結構力學、固體力學、流體力學、流變學、空氣力學、水力學和土力學等。工程力學屬於工程學的一門分科，旨在為如在材料科學、機械製造等專業提供理論上的計算方法。這些結合實際的法則可以進行材料的實際測量和選擇等諸多相關任務，工程力學作為輔助科學被運用其中。

## 簡史
- 文藝復興時期，湧現出一大批的工程學家。
- 十八世紀下半葉，德國哲學家康德於柯尼斯堡大學設立工程學一科。